# Gebäude Ostenstraße 18 in Eichstätt
Das Gebäude Ostenstraße 18 ist ein Bürogebäude der Katholischen Universität Eichstätt-Ingolstadt und befindet sich in der Altmühlstadt Eichstätt in der Ostenstraße 18. Es wurde zwischen 1978 und 1980 nach Plänen des Eichstätter Diözesanbauamts unter Leitung von Diözesanbaumeister Karljosef Schattner errichtet. Das Gebäude beherbergt den größten Teil des Fachbereichs Geografie und ist in der Denkmalliste Bayern eingetragen.

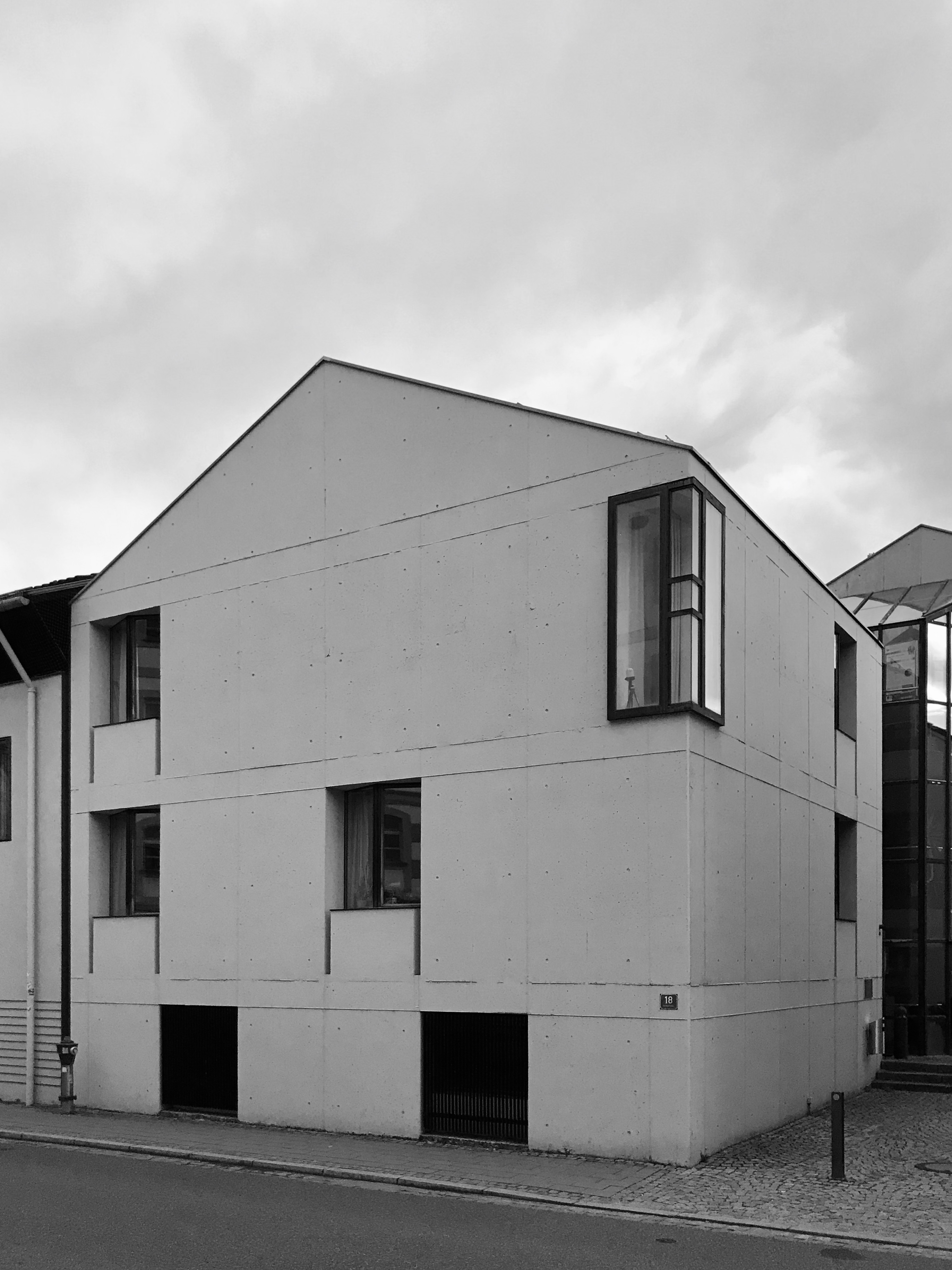
Straßenfassade

## Geschichte
Die Bauzeit war von 1978 bis 1980. Bauherr ist die Stiftung Katholische Universität Eichstätt.

## Architektur
Städtebaulich fügt sich das Bürogebäude harmonisch in das bestehende giebelständige Straßenbild. Schattner greift das Thema des Treppenhauses in seinem Entwurf auf und geht auf den alten Gedanken eines Treppenhauses zurück. Das Treppenhaus steht wie ein eigenes Haus zwischen den beiden Baukörpern, die das Treppenhaus verbindet. Die Treppe ist konstruktiv von den beiden Gebäudeteilen getrennt, stützt sich auf eine zentrale Betonscheibe. Das Loch im obersten Geschoss der Betonscheibe lässt auf die Postmoderne zurückgreifen. Das Treppenhaus ist ringsum mit Glas verkleidet und es ist eine Art Windfang. Es handelt sich um einen Massivbau mit 45 cm Leichtbeton, bzw. Dämmbeton – Außenwänden, innen und außen als Sichtbeton. Die Dacheindeckung ist mit grauen Betondachsteinen versehen.

## Projektbeteiligte
An dem Projekt waren folgende Personen beteiligt:
- Architekt: Diözesanbauamt Eichstätt unter Leitung von Karljosef Schattner
- Mitarbeiter: Gerold Richter, Jörg Homeier, Andreas Fürsich
- Bauingenieur: Kurt Stepan
- Fotograf: Klaus Kinold, Josef Fiedler[3]

## Auszeichnungen und Preise
- 1981: BDA-Preis Bayern[4]
- 1981: Architekturpreis Beton[5]

## Denkmal
Das Bürogebäude steht unter Denkmalschutz und ist im Denkmalatlas des Bayerischen Landesamtes für Denkmalpflege und in der Liste der Baudenkmäler in Eichstätt eingetragen.